# Duisburger Hütte
Die Duisburger Hütte ist eine Schutzhütte der Sektion Duisburg des Deutschen Alpenvereins. Sie liegt auf einer Höhe von 2572 m ü. A. in der Goldberggruppe in Kärnten, Österreich in einem Talkessel am Ende des Fraganter Tals. Sie ist im Frühsommer Ausgangspunkt für Schitourengeher. Im Sommer sind leichte Wanderungen ab der leicht erreichbaren Hütte ebenso möglich wie anspruchsvolle, hochalpine Gletscher- und Rundtouren. Die Umgebung der Hütte ist heute durch die Speicherseen der Kraftwerksgruppe Fragant sowie das Schigebiet Mölltaler Gletscher geprägt.

## Geschichte
Die Sektion Duisburg wurde am 1. Dezember 1901 in Duisburg als Sektion Duisburg des Deutschen und Österreichischen Alpenvereins (DuÖAV) gegründet. Schon früh hatte die Sektion den Wunsch, ein eigenes Haus in den Alpen zu erwerben oder zu bauen. Im Februar 1902 schrieb der damalige Vorsitzende an den Zentralausschuss, man möge ihm ein Platz zum Bau einer Hütte empfehlen. Schließlich entschied sich die Sektion für einen Bauplatz zwischen der Feldseescharte und dem Hohen Sonnblick. Dort fehlte eine Hütte als Stützpunkt für die Begehung des Tauernhöhenweges vom Hannoverhaus über die Hagener Hütte zum Sonnblick.
Am 5. Juli 1908 wurde das Grundstück erworben. Der Zugang zum Hüttenbauplatz musste durch den Bau eines Weges von der Wurtenalm herauf erschlossen werden, wobei auch einige Wasserläufe zu überbrücken waren. Am 20. August 1910 fand die Einweihung statt. Im Ersten Weltkrieg diente das Haus einem Schikurs der Landesschützen als Unterkunft.
Nach dem Zweiten Weltkrieg wurde das deutsche Eigentum im Ausland beschlagnahmt, worunter auch die Duisburger Hütte in Kärnten fiel. Im Jahr 1958 wurden die enteigneten Hütten wieder an die Sektionen des Deutschen Alpenvereins zurückgegeben. Im Jahr 1963 musste das undichte Schindeldach ersetzt werden. Durch die finanzielle Unterstützung der Stadt Duisburg konnte 1974 die Wasserversorgung der Hütte durch Verlängerung der Zuleitung mit einem 700 m langen Schlauch zum Eissee gesichert werden. An das örtliche Stromnetz konnte die Hütte 1989 angeschlossen werden.
Nach einer Generalsanierung im Jahr 2008 wurde die Hütte mit neuer Küche, Zirbenstube und Kachelofen neu eröffnet. Die bewirtschaftete Hütte bietet für die Besucher jetzt Übernachtungen in fünf kleinen Zweibett-Zimmern und vier Zimmern mit jeweils fünf bis sechs Matratzenlagern, alle mit Elektroheizung. Ebenfalls gibt es fließend Kalt- und Warmwasser in den Gemeinschaftsräumen und Etagendusche mit WC.
Im Winter ist zum Erreichen der Hütte aus dem Fraganter Tal die 6er Kabinenbahn Eissee erforderlich. Im Sommer Fahrt mit der Mölltaler Gletscher Express bis Stübele, von hier zu Fuß in 1 Std. bis zur Hütte oder umsteigen in die Eisseebahn und Weiterfahrt bis zur Bergstation. Von hier in 30min Gehzeit bis zur Hütte.

## Zugänge
- von Kolm-Saigurn (1598 m) Naturfreundehaus Neubau und Fraganter Scharte (2752 m), Gehzeit: 5 Stunden
- von Innerfragant über Badmeister (1184 m), Gehzeit: 5 Stunden
- von Mallnitz (1190 m) über Feldseescharte (2712 m), Gehzeit: 7 Stunden
- vom Ende Wurtenstraße (nur mit Tunnelbahn Mölltaler Gletscher) (2420 m), Gehzeit: ¾ Stunde
- von Bergstation Umlaufbahn Mölltaler Gletscher (2800 m) Abstieg, Gehzeit: ¼ Stunde
- Gute Mountainbikestrecke über Wurtenstraße

## Tourenmöglichkeiten

### Übergänge zu Nachbarhütten
- Niedersachsenhaus (2471 m) über Schareck (3122 m), Gehzeit: 5 Stunden
- Hagener Hütte (2446 m) über Feldseescharte (2712 m), Gehzeit: 4 Stunden
- Böseckhütte (2594 m) über Feldseescharte, Gehzeit: 5½ Stunden
- Fraganter Schutzhaus (1810 m) über Saustellscharte (2560 m), Gehzeit: 6 Stunden
- Zittelhaus (3105 m) über Fraganter Scharte, Gehzeit: 5 Stunden
- Schutzhaus Neubau (2175 m) über Fraganter Scharte, Gehzeit: 2½ Stunden
- Sadnighaus über Saustellscharte und Ochsentrieb: Ca. 7 h[2]

Die Hütte ist ein Etappenziel des Tauernhöhenweges.

### Gipfelbesteigungen
- Schareck (3123 m), Gehzeit: 2 Stunden
- Weinflaschenkopf (3013 m), Gehzeit: 1½ Stunden
- Weißseekopf (2908 m), Gehzeit: 5 Stunden
- Alteck (2942 m), Gehzeit: 2 Stunden
- Überschreitung Herzog-Ernst-Spitze (2933 m) und Schareck zur Duisburger Hütte, Gehzeit: 3½ Stunden

### Schitouren
- Hoher Sonnblick (Zittelhaus) über Fraganter Scharte